# Herzogtum Neapel
Das Herzogtum Neapel (Ducatus Neapolitanus) war vom 9. bis zum 12. Jahrhundert ein de facto unabhängiger Staat in Süditalien mit der Stadt Neapel als Zentrum. Das Gebiet unterstand ursprünglich dem Byzantinischen Reich, seine Herzöge konnten sich aber aus dessen Oberhoheit lösen. Im Jahr 1137 konnte der Normannenkönig Roger II. von Sizilien die Stadt und das Herzogtum seinem Königreich eingliedern.

## Herzöge von Neapel seit der faktischen Unabhängigkeit
Die Liste der Herzöge von Neapel beginnt im Jahre 661, wobei es sich bis 763 um byzantinische Statthalter handelt. Seit 763 waren die Herzöge de facto unabhängig vom Byzantinischen Reich.
- Stephanos II. 755–766
- Gregorios II. 766–788/794
- Theophylaktos II. 788/794–801
- Antimos 801–818
- Stephanos III. 821–832
- Bonos 832–834
- Leon 834
- Andreas II. 834–840/844
- Contard 840/844

## Herzöge von Neapel, Dynastie der Familie Sergius, 840–1137
1. Sergius I. 840/846–864/5
2. Gregorios III. 864/5–870
3. Sergius II. 870–877
4. Athanasios 877–898
5. Gregorios IV. 898–915
6. Johannes II. 915–919
7. Marinus I. 919–928
8. Johannes III. 928–968/9
9. Marinus II. 968/9–977
10. Sergius III. 977–999
11. Johannes IV. 999–1002
12. Sergius IV. 1002–1036
13. Johannes V. 1036–1050
14. Sergius V. 1050–1082
15. Sergius VI. 1082–1097
16. Johannes VI. 1097–1120/23
17. Sergius VII. 1120/23–1137